# Bezpieczny przejazd
Bezpieczny przejazd – „Szlaban na ryzyko!” – (Bezpieczny przejazd – „Zatrzymaj się i żyj!”) – to kampania społeczna, mająca na celu uświadomienie użytkownikom dróg (kierowcom, pieszym, rowerzystom) oraz uczniom szkół podstawowych i gimnazjów jak wielkie znaczenie ma zachowanie ostrożności podczas pokonywania przejazdów kolejowo-drogowych. Organizatorem kampanii jest spółka PKP Polskie Linie Kolejowe.

## Historia kampanii
Pierwsza edycja kampanii rozpoczęła się w roku 2005, koncentrując swoje działania na miesiącach wakacyjnych. Twarzami kampanii kolejnych edycji byli Tomasz Stockinger i Krzysztof Hołowczyc.
Kampanie wspierały spoty radiowe i telewizyjne.
Odrębną działalnością były organizowane symulacje wypadków na przejazdach w różnych regionach Polski oraz działania edukacyjne skierowane do dzieci. Od 2009 r. kampania jest prowadzona przez cały rok.

## O kampanii
Celem kampanii jest zmiana postawy społecznej oraz eliminowanie niewłaściwych zachowań wśród wszystkich użytkowników przejazdów, takich jak: lekceważenie znaku STOP, przejazd slalomem pomiędzy zamkniętymi półrogatkami, niezachowanie ostrożności itp. Osiągnięcie tego celu wymaga ciągłych działań i przypominania o zasadach bezpieczeństwa na przejazdach, dlatego też PKP Polskie Linie Kolejowe S.A. zamierza działać nieprzerwanie w kolejnych latach.
Wśród niekonwencjonalnych działań podjętych w ramach kampanii należy zwrócić uwagę na przedstawienie edukacyjne dla dzieci pt. „Aban i bezpieczny przejazd”, poruszające zagadnienie bezpiecznego przekraczania przejazdów. Przedstawienie przyczyniło się do powstania „Kolejowego Teatru Objazdowego” – „KTO” – skupiającego grupę młodych i zaangażowanych aktorów. Celem tego działania jest dotarcie z przesłaniem kampanii do odległych zakątków Polski, dlatego aktorzy przez cały 2010 r. i dłużej będą wcielać się w bajkowe postacie i edukować najmłodszych uczestników przejazdów.
Działania spółki doceniane są zarówno przez środowiska branży PR (nagroda główna w konkursie Mocni wizerunkiem 2008 na Kongresie PR w Rzeszowie) oraz instytucje zaangażowane w poprawę bezpieczeństwa na drogach (II nagroda w III edycji Konkursu Inicjatyw Orlen Bezpieczne Drogi).
Kampania współpracuje z wieloma instytucjami i przedsiębiorstwami sektora prywatnego, m.in. Krajową Radą Bezpieczeństwa Ruchu Drogowego, Komendą Główną Policji, Związkiem Harcerstwa Polskiego, Fundacją Krzysztofa Hołowczyca „Kierowca bezpieczny” i producentami AutoMapy.